# Mauritische Badmintonmeisterschaft
Mauritische Badmintonmeisterschaften werden seit 1967 ausgetragen. Internationale Titelkämpfe gibt es seit 1966, Mannschaftsmeisterschaften ebenfalls seit 1967.

## Die Sieger
| Saison    | Herreneinzel    | Dameneinzel       | Herrendoppel                            | Damendoppel             | Mixed                             |
| --------- | --------------- | ----------------- | --------------------------------------- | ----------------------- | --------------------------------- |
| 1967      | Yvan Lagesse    | S. Rochecouste    | B. L. Hall H. Nagesh                    | G. de Chazal J. Pearson | B. L. Hall J. Shaw                |
| 1968      | Jacob Pin Harry | M. J. Randabel    | Jacob Pin Harry P. Chevreau de Montlehu | J. Mathieu R. de Chazal | Jacob Pin Harry D. Wan            |
| 1969      | Jacob Pin Harry | S. Sheo Chap Sing | G. de Chazal H. de Chazal               | J. Mathieu              | P. Chevreau de Montlehu Rena Dias |
| 1970 2024 | keine Daten     | keine Daten       | keine Daten                             | keine Daten             | keine Daten                       |